# Escafocefalia

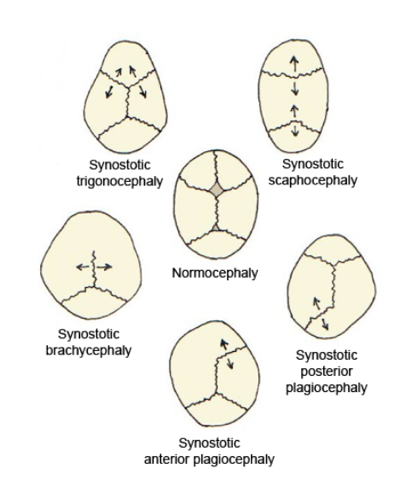
Suturas são articulações fixas ou imóveis.A escafocefalia é uma suturas sagital que os dois parentais.

O termo Escafocefalia aplica-se à fusão prematura da sutura sagital. A sutura sagital une os dois ossos parietais do crânio. A escafocefalia é a mais comum das craneoestenoses e caracteriza-se por uma cabeça longa e estreita. Existe uma variante denominada Escafocefalia Posicional, conhecida também por dolicocefalia, que produz uma deformação cranial não sinostósica. Descreve uma cabeça longa e estreita desde uma vista superior. Esta deformação é comum em meninos prematuros.